# Terremoto (mural)
Terremoto fue un mural pintado por Nemesio Antúnez y existente entre 1958 y 2025 en el foyer del Cine Nilo en Santiago. Fue declarado Monumento Nacional en 2011.

## Historia
En 1958 Emilio Duhart y Sergio Larraín García-Moreno —arquitectos a cargo de la construcción del edificio y galería comercial Plaza de Armas, que en su subterráneo contenían los cines Nilo y Mayo— convocaron un concurso para decorar el hall de acceso del Cine Nilo, que sería inaugurado en ese mismo año; de seis participantes, se escogió a Nemesio Antúnez para que pintara un mural, que fue denominado «Terremoto» y elaborado durante 20 días en una superficie de 30 m².
El mural, que fue una de las primeras obras en las que Antúnez hizo uso de una iconografía de damero —que se convertiría en una de sus características en sus pinturas a lo largo de su vida—, sufrió diversas trizaduras producto del terremoto del 27 de febrero de 2010, y el 18 de julio de 2011 fue declarado Monumento Nacional en la categoría de «Monumento Histórico». En la misma época el Cine Nilo, que funcionaba como una sala de cine pornográfico, solía pegar carteles sobre el mural, deteriorando aun más la pintura.
A pesar de los anuncios de restauración realizados por las autoridades durante la segunda mitad de la década de 2010, el mural Terremoto resultó destruido producto de un incendio ocurrido el 10 de julio de 2025 en los subterráneos del complejo de edificios Plaza de Armas —donde se encontraban antiguamente los cines Nilo y Mayo, que cerraron sus puertas en mayo de 2019—, que tardó casi un día en ser controlado.